# Psilotreta baureo
Psilotreta baureo är en nattsländeart som beskrevs av Malicky 1989. Psilotreta baureo ingår i släktet Psilotreta och familjen böjrörsnattsländor. Inga underarter finns listade i Catalogue of Life.